# 1911 az irodalomban
Az 1911. év az irodalomban.

## Megjelent új művek

### Próza
- Frances Hodgson Burnett angol író gyermekkönyve: A titkos kert (The Secret Garden)
- G. K. Chesterton Brown atyáról szóló detektívtörténet-sorozatának egyik első darabja: The Innocence of Father Brown (A jámbor Brown atya)[1]
- Joseph Conrad regénye: Under Western Eyes (Nyugati szemek előtt)
- Theodore Dreiser regénye: Jennie Gerhardt
- Valery Larbaud francia költő, író kisregénye: Fermina Márquez
- D. H. Lawrence angol író: The White Peacock
- Robert Musil elbeszéléskötete: Vereinigungen (Egyesülések)
- Upton Sinclair regénye: Love's Pilgrimage (magyarul A szerelem kálváriája és A szerelem tövises útja címen is megjelent)[2]
- Sigrid Undset norvég írónő regénye: Jenny

### Költészet
- Guillaume Apollinaire verseskötete: Le Bestiaire ou Cortège d'Orphée (Bestiárium, vagy Orpheus kísérete)
- Paul Claudel: Cinq grandes Odes (Öt nagy óda)
- François Mauriac: Adieu l'Adolescence (Búcsú az ifjúságtól), verseskötet
- Saint-John Perse francia költő, író, diplomata első jelentősebb műve: Eloges (Magasztalások), verseskötet
- Franz Werfel versei: Weltfreund (A világ barátja)

### Dráma
- Gerhart Hauptmann tragikomédiája: Die Ratten (A patkányok), megjelenés és bemutató

### Magyar irodalom
- Babits Mihály verseskötete: Herceg, hátha megjön a tél is!
- Krúdy Gyula megteremti „az álmok vizén hajózó Szindbád” alakját: Szindbád ifjúsága[3]
- Mikszáth Kálmán regénye könyv alakban: A fekete város, (előtte 1908–1910 között folytatásokban a Vasárnapi Ujságban
- Móricz Zsigmond regénye: Az Isten háta mögött

## Születések
- február 4. – Takáts Gyula költő, író, műfordító, kritikus († 2008)
- március 26. – Tennessee Williams amerikai író, drámaíró († 1983)
- április 1. – Goda Gábor író, műfordító, színházigazgató († 1996)
- április 8. – Emil Cioran román-francia filozófus, író († 1995)
- április 17. – Hervé Bazin francia író († 1996)
- május 15. – Max Frisch német író, drámaíró († 1991)
- június 30. – Czesław Miłosz Nobel-díjas (1980) lengyel költő, író, esszéista, irodalomtörténész († 2004)
- szeptember 19. – William Golding Nobel-díjas (1983) brit regényíró, költő († 1993)
- október 9. – Szalay Lenke írónő, a Mogyoró ifjúsági könyvsorozat szerzője († 1997)
- október 13. – Millosh Gjergj Nikolla albán költő, a modern albán költészet úttörője († 1938)
- november 2. – Odiszéasz Elítisz Nobel-díjas (1979) görög költő († 1996)
- december 11. – Nagíb Mahfúz Nobel-díjas (1988) egyiptomi író († 2006)

## Halálozások
- április 25. – Emilio Salgari olasz kalandregényíró, fekete kalóz regénysorozatok szerzője (* 1862)
- augusztus 1. – Vértesi Arnold regényíró, műfordító, lapszerkesztő (* 1831)
- október 29. – Joseph Pulitzer magyar születésű amerikai újságíró, lapkiadó; a róla elnevezett amerikai Pulitzer-díj anyagi alapjainak megteremtője (* 1847)